# Svédország az 1972. évi téli olimpiai játékokon
Svédország a japán Szapporóban megrendezett 1972. évi téli olimpiai játékok egyik részt vevő nemzete volt. Az országot az olimpián 9 sportágban 58 sportoló képviselte, akik összesen 4 érmet szereztek.

## Érmesek
| Érem  | Versenyző           | Sportág        | Versenyszám                  |
| ----- | ------------------- | -------------- | ---------------------------- |
| Arany | Sven-Åke Lundbäck   | Sífutás        | Férfi 15 km                  |
| Ezüst | Hasse Börjes        | Gyorskorcsolya | Férfi 500 m                  |
| Bronz | Lars-Göran Arwidson | Biatlon        | Férfi 20 km egyéni indításos |
| Bronz | Göran Claeson       | Gyorskorcsolya | Férfi 1500 m                 |

## Alpesisí
Férfi
| Versenyző       | Versenyszám      | Selejtező     | Selejtező     | Döntő         | Döntő         | Döntő         | Döntő         | Döntő      | Döntő      |
| Versenyző       | Versenyszám      | Selejtező     | Selejtező     | 1. futam      | 1. futam      | 2. futam      | 2. futam      | Összesítés | Összesítés |
| Versenyző       | Versenyszám      | Idő           | Hely.         | Idő           | Hely.         | Idő           | Hely.         | Idő        | Helyezés   |
| --------------- | ---------------- | ------------- | ------------- | ------------- | ------------- | ------------- | ------------- | ---------- | ---------- |
| Sven Mikaelsson | Műlesiklás       | 1:48,03       | 19.           | 1:01,00       | 26.           | 1:00,72       | 23.           | 2:01,72    | 21.        |
| Sven Mikaelsson | Óriás-műlesiklás |               |               | 1:37,88       | 29.           | 1:43,77       | 27.           | 3:21,65    | 28.        |
| Olle Rolén      | Lesiklás         |               |               |               |               |               |               | 1:59,28    | 34.        |
| Olle Rolén      | Műlesiklás       | 1:47,88       | 18.           | 1:01,19       | 28.           | nem ért célba | nem ért célba | kiesett    | kiesett    |
| Olle Rolén      | Óriás-műlesiklás |               |               | nem ért célba | nem ért célba | kiesett       | kiesett       | kiesett    | kiesett    |
| Manni Thofte    | Lesiklás         |               |               |               |               |               |               | 1:56,66    | 28.        |
| Manni Thofte    | Műlesiklás       | nem ért célba | nem ért célba | 1:01,14       | 27.           | nem ért célba | nem ért célba | kiesett    | kiesett    |
| Manni Thofte    | Óriás-műlesiklás |               |               | nem ért célba | nem ért célba | kiesett       | kiesett       | kiesett    | kiesett    |

Női
| Versenyző       | Versenyszám      | 1. futam      | 1. futam      | 2. futam | 2. futam | Összesítés    | Összesítés    |
| Versenyző       | Versenyszám      | Idő           | Hely.         | Idő      | Hely.    | Idő           | Helyezés      |
| --------------- | ---------------- | ------------- | ------------- | -------- | -------- | ------------- | ------------- |
| Lotta Sollander | Lesiklás         |               |               |          |          | 1:42,97       | 31.           |
| Lotta Sollander | Műlesiklás       | nem ért célba | nem ért célba | kiesett  | kiesett  | kiesett       | kiesett       |
| Lotta Sollander | Óriás-műlesiklás |               |               |          |          | nem ért célba | nem ért célba |

## Biatlon
| Versenyző                                                         | Versenyszám      | Lövőhiba | Időeredmény | Helyezés |
| ----------------------------------------------------------------- | ---------------- | -------- | ----------- | -------- |
| Lars-Göran Arwidson                                               | 20 km egyéni     | 2        | 1:16:27,03  |          |
| Holmfrid Olsson                                                   | 20 km egyéni     | 3        | 1:22:28,78  | 21.      |
| Olle Petrusson                                                    | 20 km egyéni     | 12       | 1:28:40,58  | 42.      |
| Torsten Wadman                                                    | 20 km egyéni     | 13       | 1:30:17,56  | 49.      |
| Lars-Göran Arwidson Olle Petrusson Torsten Wadman Holmfrid Olsson | 4 × 7,5 km váltó | 6        | 1:56:57,40  | 5.       |

## Bob
| Versenyző                                                      | Versenyszám | 1. futam | 1. futam | 2. futam | 2. futam | 3. futam | 3. futam | 4. futam | 4. futam | Összesítés | Összesítés |
| Versenyző                                                      | Versenyszám | Idő      | Hely.    | Idő      | Hely.    | Idő      | Hely.    | Idő      | Hely.    | Idő        | Helyezés   |
| -------------------------------------------------------------- | ----------- | -------- | -------- | -------- | -------- | -------- | -------- | -------- | -------- | ---------- | ---------- |
| Carl-Erik Eriksson Jan Johansson                               | Kettes      | 1:16,68  | 9.       | 1:16,81  | 10.      | 1:14,08  | 4.       | 1:13,83  | 2.       | 5:01,40    | 6.         |
| Carl-Erik Eriksson Tom Mentzer Thomas Gustafsson Jan Johansson | Négyes      | 1:12,14  | 12.      | 1:12,42  | 8.       | 1:11,43  | 13.      | 1:11,41  | 9.       | 4:47,40    | 11.        |

* - egy másik csapattal azonos eredményt ért el

## Északi összetett
| Versenyző            | Síugrás | Síugrás | Sífutás | Sífutás | Sífutás | Összesítés | Összesítés |
| Versenyző            | Pont    | Hely.   | Idő     | Pont    | Hely.   | Pont       | Helyezés   |
| -------------------- | ------- | ------- | ------- | ------- | ------- | ---------- | ---------- |
| Sven-Olof Israelsson | 130,3   | 39.     | 51:24,9 | 193,000 | 20.     | 323,300    | 36.        |

## Gyorskorcsolya
Férfi
| Versenyző       | Versenyszám | Eredmény | Helyezés |
| --------------- | ----------- | -------- | -------- |
| Hasse Börjes    | 500 m       | 39,69    |          |
| Göran Claeson   | 1500 m      | 2:05,89  |          |
| Göran Claeson   | 5000 m      | 7:36,17  | 4.       |
| Göran Claeson   | 10 000 m    | 15:30,19 | 6.       |
| Johan Granath   | 500 m       | 40,79    | 16.      |
| Johan Granath   | 1500 m      | 2:10,21  | 16.      |
| Johnny Höglin   | 1500 m      | 2:08,11  | 9.       |
| Johnny Höglin   | 5000 m      | 7:45,68  | 12.      |
| Göran Johansson | 1500 m      | 2:09,66  | 15.      |
| Ove König       | 500 m       | 40,25    | 7.       |
| Örjan Sandler   | 5000 m      | 7:47,92  | 14.      |
| Örjan Sandler   | 10 000 m    | 16:04,90 | 15.      |
| Mats Wallberg   | 500 m       | 40,41    | 9.       |

Női
| Versenyző           | Versenyszám | Eredmény | Helyezés |
| ------------------- | ----------- | -------- | -------- |
| Sylvia Filipsson    | 500 m       | 46,78    | 23.      |
| Sylvia Filipsson    | 1000 m      | 1:37,24  | 30.      |
| Sylvia Filipsson    | 1500 m      | 2:29,38  | 20.      |
| Sylvia Filipsson    | 3000 m      | 5:11,13  | 14.      |
| Ylva Hedlund        | 500 m       | 46,24    | 18.      |
| Ylva Hedlund        | 1000 m      | 1:33,82  | 14.      |
| Ylva Hedlund        | 1500 m      | 2:31,31  | 25.      |
| Ann-Sofie Järnström | 500 m       | 45,83    | 15.      |
| Ann-Sofie Järnström | 1000 m      | 1:35,21  | 19.      |
| Ann-Sofie Järnström | 1500 m      | 2:31,53  | 26.      |

## Jégkorong
| Svéd férfi jégkorongcsapat-játékoskeret                                                                                        | Svéd férfi jégkorongcsapat-játékoskeret                                                                                        | Svéd férfi jégkorongcsapat-játékoskeret                                                                        |
| --- | --- | --- |
| - Christer Abrahamsson - Thommy Abrahamsson - Mats Åhlberg - Thommie Bergman - Kenneth Ekman - Inge Hammarström - Hans Hansson | - Leif Holmqvist - Stig-Göran Johansson - Hans Lindberg - Mats Lindh - Tord Lundström - Kjell-Rune Milton - Lars-Göran Nilsson | - Bert-Ola Nordlander - Stig Östling - Björn Palmqvist - Håkan Pettersson - Lars-Eric Sjöberg - Håkan Wickberg |

### Eredmények
Selejtező
| 1972. február 3. | Svédország (SWE) | 8 – 1 (0–0, 4–0, 4–1) | Jugoszlávia | Szapporo |

|  |  |  |  |  |
|  |  |  |  |  |
|  |  |  |  |  |
|  |  |  |  |  |

Hatos döntő
| 1972. február 5. | Svédország (SWE) | 5 – 1 (2–1, 1–0, 2–0) | Egyesült Államok | Szapporo |

|  |  |  |  |  |
|  |  |  |  |  |
|  |  |  |  |  |
|  |  |  |  |  |

| 1972. február 7. | Szovjetunió (URS) | 3 – 3 (1–0, 1–0, 1–3) | Svédország | Szapporo |

|  |  |  |  |  |
|  |  |  |  |  |
|  |  |  |  |  |
|  |  |  |  |  |

| 1972. február 9. | Svédország (SWE) | 5 – 3 (1–0, 4–2, 0–1) | Lengyelország | Szapporo |

|  |  |  |  |  |
|  |  |  |  |  |
|  |  |  |  |  |
|  |  |  |  |  |

| 1972. február 10. | Csehszlovákia (TCH) | 2 – 1 (0–0, 0–0, 2–1) | Svédország | Szapporo |

|  |  |  |  |  |
|  |  |  |  |  |
|  |  |  |  |  |
|  |  |  |  |  |

| 1972. február 13. | Svédország (SWE) | 3 – 4 (2–1, 1–1, 0–2) | Finnország | Szapporo |

|  |  |  |  |  |
|  |  |  |  |  |
|  |  |  |  |  |
|  |  |  |  |  |

Végeredmény
| Csapat           | M | Gy | D | V | G+ | G– | Gk  | P |
| ---------------- | - | -- | - | - | -- | -- | --- | - |
| Szovjetunió      | 5 | 4  | 1 | 0 | 33 | 13 | +20 | 9 |
| Egyesült Államok | 5 | 3  | 0 | 2 | 18 | 15 | +3  | 6 |
| Csehszlovákia    | 5 | 3  | 0 | 2 | 26 | 13 | +13 | 6 |
| Svédország       | 5 | 2  | 1 | 2 | 17 | 13 | +4  | 5 |
| Finnország       | 5 | 2  | 0 | 3 | 14 | 24 | –10 | 4 |
| Lengyelország    | 5 | 0  | 0 | 5 | 9  | 39 | –30 | 0 |

- Az Egyesült Államok és Csehszlovákia között az egymás elleni eredmény (5–1) döntött.

| Csapat     | Helyezés |
| ---------- | -------- |
| Svédország | 4.       |

## Műkorcsolya
| Versenyző       | Versenyszám | Kötelező elemek   | Kötelező elemek | Kűr               | Kűr   | Összesítés                     | Összesítés                     | Összesítés                     | Összesítés                     | Összesítés                     | Összesítés                     | Összesítés                     | Összesítés                     | Összesítés                     | Összesítés        | Összesítés        | Összesítés  | Összesítés | Összesítés |
| Versenyző       | Versenyszám | Kötelező elemek   | Kötelező elemek | Kűr               | Kűr   | Helyezési pontszámok bírónként | Helyezési pontszámok bírónként | Helyezési pontszámok bírónként | Helyezési pontszámok bírónként | Helyezési pontszámok bírónként | Helyezési pontszámok bírónként | Helyezési pontszámok bírónként | Helyezési pontszámok bírónként | Helyezési pontszámok bírónként | Több. hely. száma | Több. hely. össz. | Hely. össz. | Pont       | Helyezés   |
| Versenyző       | Versenyszám | Több. hely. száma | Hely.           | Több. hely. száma | Hely. | 1                              | 2                              | 3                              | 4                              | 5                              | 6                              | 7                              | 8                              | 9                              | Több. hely. száma | Több. hely. össz. | Hely. össz. | Pont       | Helyezés   |
| --------------- | ----------- | ----------------- | --------------- | ----------------- | ----- | ------------------------------ | ------------------------------ | ------------------------------ | ------------------------------ | ------------------------------ | ------------------------------ | ------------------------------ | ------------------------------ | ------------------------------ | ----------------- | ----------------- | ----------- | ---------- | ---------- |
| Anita Johansson | Női egyéni  | 6×14+             | 14.             | 5×15+             | 15.   | 15,0                           | 15,0                           | 16,0                           | 14,0                           | 15,0                           | 14,0                           | 13,0                           | 15,0                           | 14,0                           | 8×15+             | 115,0             | 131,0       | 2349,3     | 15.        |

## Sífutás
Férfi
| Versenyző                                                          | Versenyszám     | Eredmény   | Helyezés |
| ------------------------------------------------------------------ | --------------- | ---------- | -------- |
| Lars-Göran Åslund                                                  | 15 km           | 46:56,23   | 18.      |
| Lars-Göran Åslund                                                  | 30 km           | 1:39:45,29 | 11.      |
| Tord Backman                                                       | 15 km           | 47:22,97   | 20.      |
| Tord Backman                                                       | 50 km           | 2:48:53,51 | 13.      |
| Lars-Arne Bölling                                                  | 50 km           | 2:45:06,80 | 7.       |
| Gunnar Larsson                                                     | 15 km           | 46:23,29   | 8.       |
| Gunnar Larsson                                                     | 30 km           | 1:37:33,72 | 4.       |
| Gunnar Larsson                                                     | 50 km           | 2:51:17,56 | 20.      |
| Hans-Erik Larsson                                                  | 50 km           | 2:47:59,37 | 11.      |
| Sven-Åke Lundbäck                                                  | 15 km           | 45:28,24   |          |
| Sven-Åke Lundbäck                                                  | 30 km           | 1:39:54,35 | 13.      |
| Thomas Magnuson                                                    | 30 km           | 1:43:26,02 | 28.      |
| Thomas Magnuson Lars-Göran Åslund Gunnar Larsson Sven-Åke Lundbäck | 4 × 10 km váltó | 2:07:03,60 | 4.       |

Női
| Versenyző                                   | Versenyszám    | Eredmény | Helyezés |
| ------------------------------------------- | -------------- | -------- | -------- |
| Meeri Bodelid                               | 5 km           | 18:29,07 | 33.      |
| Meeri Bodelid                               | 10 km          | 36:41,52 | 19.      |
| Birgitta Lindqvist                          | 5 km           | 18:25,88 | 32.      |
| Birgitta Lindqvist                          | 10 km          | 37:24,76 | 28.      |
| Eva Olsson                                  | 5 km           | 17:46,66 | 15.      |
| Eva Olsson                                  | 10 km          | 36:46,50 | 23.      |
| Barbro Tano                                 | 5 km           | 17:54,53 | 19.      |
| Barbro Tano                                 | 10 km          | 36:29,34 | 13.      |
| Meeri Bodelid Eva Olsson Birgitta Lindqvist | 3 × 5 km váltó | 51:51,84 | 8.       |

## Síugrás
| Versenyző        | Versenyszám | 1. ugrás | 1. ugrás | 1. ugrás | 2. ugrás | 2. ugrás | 2. ugrás | Összesítés | Összesítés |
| Versenyző        | Versenyszám | Távolság | Pont     | Hely.    | Távolság | Pont     | Hely.    | Pont       | Helyezés   |
| ---------------- | ----------- | -------- | -------- | -------- | -------- | -------- | -------- | ---------- | ---------- |
| Anders Lundqvist | Normálsánc  | 71,0     | 98,3     | 41.      | 68,0     | 93,5     | 38.      | 191,8      | 42.        |
| Anders Lundqvist | Nagysánc    | 84,5     | 85,8     | 33.      | 78,0     | 72,2     | 47.      | 158,0      | 41.        |
| Rolf Nordgren    | Normálsánc  | 82,5     | 115,7    | 5.       | 74,0     | 102,1    | 22.      | 217,8      | 11.**      |
| Rolf Nordgren    | Nagysánc    | 97,5     | 105,5    | 9.       | 92,5     | 98,0     | 10.      | 203,5      | 11.        |

** - két másik versenyzővel azonos eredményt ért el